# Krigskampagnen
Krigskampagnen er en dokumentarfilm skrevet og instrueret af Boris Benjamin Bertram.

## Handling
Krigskampagnen er en dokumentarisk politisk thriller, der samler trådene i det komplekse, internationale spil, der ledte op til Irakkrigen. En række centrale vidner og whistleblowers bringer os med helt ind i de kontorer, hvor kampagner udtænkes, efterretningsvurderinger tilpasses, og taler forfattes. De var selv en del af spillet, men besluttede at offentliggøre den manipulation af verdenssamfundet, som de mente fandt sted. Ved hjælp af interviews, arkivmateriale, og analyser af krigsretorikken og ved kronologisk at sammenholde de oplysninger, som regeringerne sidder inde med overfor de udtalelser, de kommer med, afdækker filmen, set fra lilleputstaten Danmarks vinkel, Danmarks, USA's og Englands regeringers politiske spil, marketingskampagner og spin.